# Христофор (Клан Сопрано)
«Христофор» (англ. «Christopher») — 42-й эпизод телесериала канала HBO «Клан Сопрано» и третий в четвёртом сезоне шоу. Телесценарий был написан Майклом Империоли, на основе сюжета Империоли и Марии Лаурино. Режиссёром стал Тим Ван Паттен и премьера состоялась 29 сентября 2002 года.

## В ролях
- Джеймс Гандольфини — Тони Сопрано
- Лоррейн Бракко — д-р Дженнифер Мелфи
- Эди Фалко — Кармела Сопрано
- Майкл Империоли — Кристофер Молтисанти
- Доминик Кьянезе — Коррадо Сопрано-мл.
- Стивен Ван Зандт — Сильвио Данте
- Тони Сирико — Поли Галтьери
- Роберт Айлер — Энтони Сопрано-мл.
- Джейми-Линн Сиглер — Медоу Сопрано *
- Дреа де Маттео — Адриана Ля Сёрва
- Аида Туртурро — Дженис Сопрано
- Федерико Кастеллуччио — Фурио Джунта
- Джон Вентимилья — Арти Букко
- Стивен Р. Ширрипа — Бобби Баккалиери
- Винсент Куратола — Джонни Сэк
- Кэтрин Нардуччи — Шармейн Букко
- и Джо Пантолиано — Ральф Сифаретто

* = указана только

### Приглашённая звезда
- Джерри Эдлер — Хеш Рабкин

#### Также приглашены
- Шэрон Анджела — Розали Април
- Джозеф Р. Ганнасколи — Вито Спатафоре
- Дэн Гримальди — Пэтси Паризи
- Мэтт Сервитто — агент Харрис
- Макс Каселла — Бенни Фацио
- Роберт Фунаро — Юджин Понтекорво
- Пол Шульц — отец Фил Интинтола
- Карл Капоторо — маленький Поли Джермани
- Тони Лип — Кармайн Лупертацци
- Артур Наскарелла — Карло Джерваси
- Морин Ван Зандт — Габриелла Данте
- Фрэнк Санторелли — Джорджи
- Лола Глодини — агент Дебора Циццероне
- Кристин Педи — Карен Баккалиери
- Лекси Спертудо — София Баккалиери
- Анджело Массальи — Роберт Баккалиери III
- Дениз Борино-Куинн — Джинни Сакримони
- Ричард Портноу — Гарольд Мелвойн
- Ричард Романус — Ричард ЛаПенна
- Питер Ригерт — Рональд Зеллман
- Джойс Ван Паттен — Сэнди
- Ларри Селлерс — доктор Дель Редклэй
- Алекс Райс — Мэгги Доннер
- Ник Чинланд — шеф Даг Смит
- Монтел Уильямс — в роли самого себя
- Юл Васкес — "Кубинец" Рубен
- Джозеф Р. Сикари — Филлип Ди Нотти
- Рэнди Барби — судья
- Крэйг Цуккеро — Джордж "Гас" Эспозито
- Дэн Каслман — прокурор Каслман

## Сюжет
Сильвио, интенсивно гордящийся своим итальянским наследием, хочет принять меры против парада Коренных американцев в День Колумба, полагая, что это оскорбление для итало-американцев. Без одобрения Тони, Сильви, Пэтси и Арти Букко, наряду с некоторыми другими, пытаются подавить демонстрацию, где будет сожжена эффигея Колумба. Когда они уходят после предупреждения полиции, в маленького Поли Джермани кидают стеклянную бутылку, а несколько других получили ранения. Тони узнаёт об этом и винит Сильвио за вмешательство. Ральф Сифаретто, тем временем, пытается угрожать протестному лидеру, доценту кафедры антропологии Дель Редклэю, пересмотреть, так как Железноглазый Коди, популярная коренная американская личность, на самом деле итало-американец (что является правдой). Тони пытается успокоить ситуацию, прося у депутата Рона Зеллмана помощи и позже беседуя с индейским вождём, чтобы он убедил Редклэя не протестовать во время парада. Хотя он терпит неудачу, вождь приглашает Тони и его команду в его казино, чтобы играть в азартные игры. Как парад так и акции протеста проходят без вмешательства толпы, что расстраивает Сильвио. Тони пытается успокоить его, говоря его, что он должен быть очень гордым за то, чего он добился в своей жизни, а не только унаследовал.
Между тем, на обеде, предназначенном привить итальянскую гордость в женщинах, "мафиозные жёны" чувствуют себя одинокими, когда спикер обсуждает стереотипы бытия итальянцем в Америке. После трапезы, Габриелла Данте поучает отца Фила Интинтолу тому, как много жёны, особенно Кармела, дали приходу, и что он не имел права привезти гостевого спикера, который намеревался пристыдить их тем, как они зарабатывают на жизнь.
Помимо начала суда дяди Джуниора, Поли Уолнатс начинает создавать напряжение между двумя мафиозными семьями, когда он говорит Джонни Сэку про шутку, которую рассказал Ральф, касающуюся веса его жены, и как Тони продал склад дяди Джуниора на Фрелингхёйсен авеню возле набережной Эспланада. Джонни Сэк связывается с Тони и требует долю прибыли, так как обе мафиозные семьи делят Эспланаду и что было бы справедливо, если бы они разделили прибыль с Фрелингхёйсен авеню. Джонни также явно груб и нелюдим к Ральфу, зайдя так далеко, чтобы сказать Тони, чтобы он держал Ральфа подальше от него. Для Тони и Сильвио ясно, что Джонни зол на Ральфа, но они удивляются, почему.
Находясь в пробке, Бобби Баккалиери получает телефонный звонок от своего сына, который ретранслирует сообщение от его жены, Карен, чтобы попросить его, чтобы он купил его немного еды по пути домой. Бобби раздражён тем, что его попросили сделать поручение. Позднее он чувствует глубокое раскаяние после обнаружения, что его жена умерла в автокатастрофе, что стало причиной транспортных проблем, на которые он очень жаловался.
На поминках, опустошённый Бобби встаёт на колени перед её гробом и громко рыдает. Жёны мафиози испытывают симпатию к Бобби и спокойно обсуждают, что у него якобы никогда не было comare. Дженис Сопрано продолжает спать с Ральфом Сифаретто (это также показало, что Ральф любит секс в стиле БДСМ). Ральф соглашается переехать к Дженис. Однако, проведя время с овдовевшим Бобби, она тронута его искренним горем по его покойной жене. Обсудив свои проблемы в отношениях с своим психотерапевтом, который рекомендует Дженис, чтобы она не выбирала партнёров, похожих на её брата или отца, Дженис поспешно расстаётся с Ральфом, когда он только привозит свои последние вещи в её дом. Они спорят о нём, снимающим обувь свою обувь у двери, и она толкает его, заставляя его потерять равновесие и упасть вниз на половине лестничного марша. Ральф травмирует спину в падении и угрожает убить её, заставляя её бежать в свою комнату и запереть дверь, когда Ральф осторожно ковыляет обратно к своей машине, с сумками в руках.

## Впервые появляются
- Pie-o-My: гоночная лошадь, которую покупает Ральф Сифаретто, и которой восхищается Тони.
- Марти Шварц: соратник Хеша Рабкина, который организует встречу между Тони Сопрано и шефом Дагом Смитом.
- Дэн Каслман: прокурор на суде Джуниора.

## Умерла
- Карен Баккалиери: жена Бобби "Бакалы" Баккалиери; погибла в автокатастрофе.

## Название
- Название ссылается на итальянского мореплавателя Христофора Колумба, первого европейца, высадившегося в Америке, в 1492 году. Полемика вокруг Христофора Колумба и протестов парада в День Колумба неоднократно упоминаются в эпизоде.

## Производство
- Судья, председательствующий на суде дяди Джуниора, впервые появившийся в этом эпизоде, был сыгран Рэнди Барби, который также является ассистентом режиссёра серии.
- Дэн Каслман, который играет одноимённого прокурора, впервые появившегося в этом эпизоде, также выступает в качестве консультанта сценаристов шоу, предоставляя им квалифицированную консультацию на интересующие их вопросы о правовых вопросах, касающихся Мафии. В его настоящей карьере, Каслман провёл 30 лет в районной прокуратуре Манхэттена в качестве начальника бюро рэкетов, а позже расследований.[2] Каслман будет указан в титрах как технический советник за его вклад, начиная с шестого сезона.